# Шарл Дил
Шарл Дил (фр. Charles Diehl; Стразбур, 19. јануар 1859 — Париз, 1. новембар 1944) био је француски византолог и историчар.

## Академска каријера
После завршених универзитетских студија неколико година (1881 — 1885) радио је у Француској школи у Риму. Потом је изабран за професора историје у Нансију, а 1899. на Сорбони у Паризу где је поред предавања из опште историје држао и посебан курс из историје Византије. Пробуђено занимање за повест ромејске државе условило је да се 1907. на Сорбони оснује специјална катедра за византијску историју. Дил је на овој катедри више од тридесет година држао наставу и остао је упамћен као изванредан и изузетно духовит предавач. За своје несвакидашње научне заслуге стекао је велико признање не само у Француској него далеко ван њених граница. Изабран је за дописног члана многих академија и за почасног доктора већег броја универзитета., између осталих и Београдског. Дописни члан Српске краљевске академије постао је 1936. године.

## Научни рад
Поред радова из класичне археологије, којом се углавном бавио у својим раним научним годинама и студија из опште историје уметности, као што су оне о Ботичелију (1906) Дил је неизмерно задужио историју византијске уметности. Нарочито је важно његово дело Manuel d'art byzantin (прво издање 1910, друго у два тома 1925/1926), а написао је и низ радова о појединим споменицима византијске уметности, међу њима и о српским средњовековним манастирима (Aux vieux monastères de Serbie, 1930).
Још значајнији је његов рад на пољу византијске историје где се с подједнаким успехом огледао како у минуциозним аналитичким истраживањима тако и у обликовању широких синтеза. Ове особине показао је још у својој докторској дисертацији о Равенском егзархату (Etudes sur l'exarchat de Revenne, Париз 1888), као и у опширном делу о византијској управи у северној Африци (L'Afrique Byzantine, Histoire de la domination dyzantine en Afrique, Париз 1896). Велику славу донела му је књига о Јустинијану I (Justinien et la civilisation byzantine au VIe siècle, Париз 1901), а и популарна монографија о царици Теодори (Théodore,impératrice de Byzance, Париз 1904). У књизи Etudes byzantines (Византијске студије) сабрани су његови радови који се односе на врло различита питања политичке и културне историје.
Дил је написао и неколико синтеза која осветљавају поједина раздобља из историје Византије, најпре кратак преглед политичке историје Histoire de l'empire byzantin, Париз, 1919. године (српски превод Историја Византијског царства, Београд 1933), а затим и историју културе Byzance, Grandeur et Décadence. Обрадио је и поједина поглавља како из политичке тако и из културне историје у познатој енглеској едицији The Cambridge Medieval History. Касније је такође у серији за светску историју написао прилично обимну историју византијског царства.
Дил је поседовао и несвакидашњу обдареност литерате која је на прави начин дошла до изражаја у његовим научним есејима. Чувена је двотомна збирка Figures byzantines у којој се представио као ненадмашан мајстор историјског портрета. Ова збирка је доживела велики број издања и преведена је на многе језике (српски превод: Византијске слике I–II у издању Српске књижевне задруге, Београд 1927 — 1929, репринт 1991).

## Значај
У европској историографији Дил је одиграо једну од пресудних улога у коначном разбијању ниподаштавајућег става не само према византијској него и према свеукупној средњовековној историји као периоду мрачњаштва и непрекидног опадања. Овај став, који су инаугурисали француски просветитељи а практично га уобличио Едвард Гибон, водећи историчар XVIII столећа, за дуго времена је прекинуо развој византијских студија. Дил је започео свој рад када је модерна византологија, још увек у сенци наталожених предрасуда, тек почела да се креће стазом успона. Стога је он морао не само да осветљава једну готово непознату грану историјске науке, него да и код ширих кругова побуђује занимање за њене проблеме. Подједнако је успео и у једном и у другом послу. У модерној византологији Дил заузима једно од најугледнијих места како због високог квалитета својих студија тако и због великог утицаја на доцнија покољења истраживача широм Европе.